# Эффект края (память)
Эффект края (англ. Serial position effect) — явление, показывающее, что лучше всего запоминается материал, находящийся в начале и в конце. Он проявляется как при непосредственном, так и при отсроченном воспроизведении. Это явление легко проверить и на самом себе в любое время.
В психологии экспериментальный метод исследования впервые стали использовать именно при изучении памяти. Немецкий психолог Г.Эббингауз в конце XIX века решил, что для того, чтобы понять законы «чистой» памяти, независимые от деятельности мышления, необходимо заучивание бессмысленных слогов. Применив этот приём, он установил, что сравнительно простые, но произведшие на человека сильное впечатление события часто запоминаются сразу и надолго. Другим выводом было то, что при запоминании длинного ряда лучше воспроизводится материал, находящийся на концах. И Герман Эббингауз дал ему название «краевой эффект».
Согласно французскому психологу М. Фуко, эффект края является результатом взаимодействия процессов внутреннего торможения, одновременно действующих в ходе научения и замедляющих его.
Р. С. Аткинсон и Р.М. Шиффрин в 1968 году предложили многоуровневую модель памяти. Они проводили серии исследований эффекта положения и исследований пациентов с повреждениями мозга. Эксперименты показывают, что когда участникам предлагают список слов, они, как правило, запоминают несколько первых и последних слов и с большей вероятностью забудут те, которые находятся в середине списка. Тенденция вспоминать более ранние слова называется эффектом первенства; тенденция вспоминать более поздние слова называется эффектом новизны.

## Эффект первенства и новизны

### Эффект первенства
Исследование 1962 года Беннета Мердока было одно из первых, которое ответило на вопрос, почему мы запоминаем то, что идёт сначала. Он попросил участников выучить список слов длиной от 10 до 40 слов и вспомнить их. Каждое слово было представлено в течение одной-двух секунд. Эффект первенства фокусируется на информации вверху списка. Одна из предполагаемых причин эффекта первенства заключается в том, что представленные исходные элементы сохраняются в долговременной памяти из-за того, что им уделяется больше внимания. (Первый элемент списка может повторяться сам по себе; второй необходимо повторять вместе с первым, третий вместе с первым и вторым и т. д.) Эффект первенства уменьшается, когда элементы показываются быстро, и усиливается, когда они показываются медленно. Было обнаружено, что более длинные списки снижают эффект первенства.

### Эффект новизны
Гланцер и Кунитц были пионерами в изучении этого эффекта. В 1966 году они дали 240 мужчинам список слов для запоминания. Они попросили их вспомнить некоторые слова. И, конечно же, они больше всего вспомнили слова в начале списка и слова в конце списка.
Но они решили пойти дальше в изучении эффекта новизны и разделили мужчин на две группы. Первая группа была контрольной. Второй группе было дано 30-секундное задание после того, как они выучили слова. Задача была создана, чтобы отвлечь участников, прежде чем пришло время вспоминать слова. Это обеспечило бы остановку их кратковременной памяти.
Результаты были такими: Группа, у которой не было задания на отвлечение, смогла вспомнить слова в начале и в конце списка примерно одинаково.
Группа, которая выполняла задание, смогла очень легко запомнить слова в начале списка. Однако они не так часто запоминали слова в конце списка.
Слова в конце списка по-прежнему запоминались лучше, чем слова в середине, но они не держались в голове так же хорошо, как слова в начале списка.
Задача на отвлечение действительно мешала участникам запоминать слова.
Эти результаты привели Гланцера и Кунитца к выводу, что, хотя слова в начале списка с большей вероятностью будут храниться в долговременной памяти, слова в конце с большей вероятностью будут запоминаться в краткосрочной. В области, где хранится кратковременная память, есть ограниченное пространство, поэтому после того, как отвлекающая задача была выполнена, многие последующие слова выпали из памяти человека.

## Примеры и применение в жизни
Эффект края сильно влияет на восприятие каждым человеком окружающего мира. Поэтому так важно первое впечатление, полученное от знакомства с предметом, потому что оно сохраняется и становится стереотипом. Дальнейшее общение уже идёт со взглядом через призму прошлых ощущений. Именно об этом говорит выражение «У вас есть только один шанс произвести первое впечатление».
Эффект края часто используется в современном мире во множествах областей. Реклама является прекрасным примером применения этого феномена. В начале или в конце видео или аудиоряда ставятся важные и основные слоганы компании и бренда. Такая информация стопроцентно отпечатается в мозге потребителя. "Всегда «Кока-Кола»" — образец идеальной рекламы. Каждый человек отлично помнит своего первого учителя, первую влюблённость, первую работу и даже о последнем и первом дне года. Если вы попробуете вспомнить, например, 3 зарплату, информация будет туманной, всплывёт не сразу, и вы не будете уверены в её правдивости. У каждого из нас бывало, что при прослушивании песен в памяти продолжает крутиться последняя и её никак не получается забыть. Чтобы избавиться от мешающей музыки можно применить эффекта края: включаете другую аудиозапись и останавливаете её на месте, которое будет наименее раздражительным для вас.
Эффект края активно используется в разведке для маскировки темы, интересующей разведчика. Для этого разведчик ведёт беседу на действительно интересующую его тему в середине разговора, а в начале и конце говорит на безопасные темы, например, о погоде. Также, разведчик может специально создать впечатление недалёкого, или нетактичного человека. Тогда собеседник запоминает неуклюжую бестактность, которая оттесняет на задний план суть обсуждавшихся вопросов.